# Blind Man
Singles de Aerosmith
Crazy
(1994) Walk on Water
(1995)
Clip vidéo
[vidéo] « Blind Man », sur YouTube
Blind Man est une chanson du groupe de rock américain Aerosmith, l'une des trois nouvelles chansons incluses en 1994 dans la compilation Big Ones (rassemblant tous les plus grands succès d'Aerosmith de la période Geffen Records).
La chanson a été également publiée en single. C'était le premier single tiré de cet album.
La chanson a atteint la 48e place aux États-Unis (dans le Hot 100 de Billboard dans la semaine du 31 décembre 1994).

## Composition
La chanson a été écrite par Steven Tyler et Joe Perry.

## Sujet de la chanson
L'inspiration pour la chanson est venue à Steven Tyler de son rétablissement de l'alcoolisme. Quand il est devenu sobre, il a commencé à remarquer des choses qu'il n'avait pas vues auparavant.
Le message de cette chanson est que nous devrions regarder au-delà de la surface.